# Culto aos egunguns

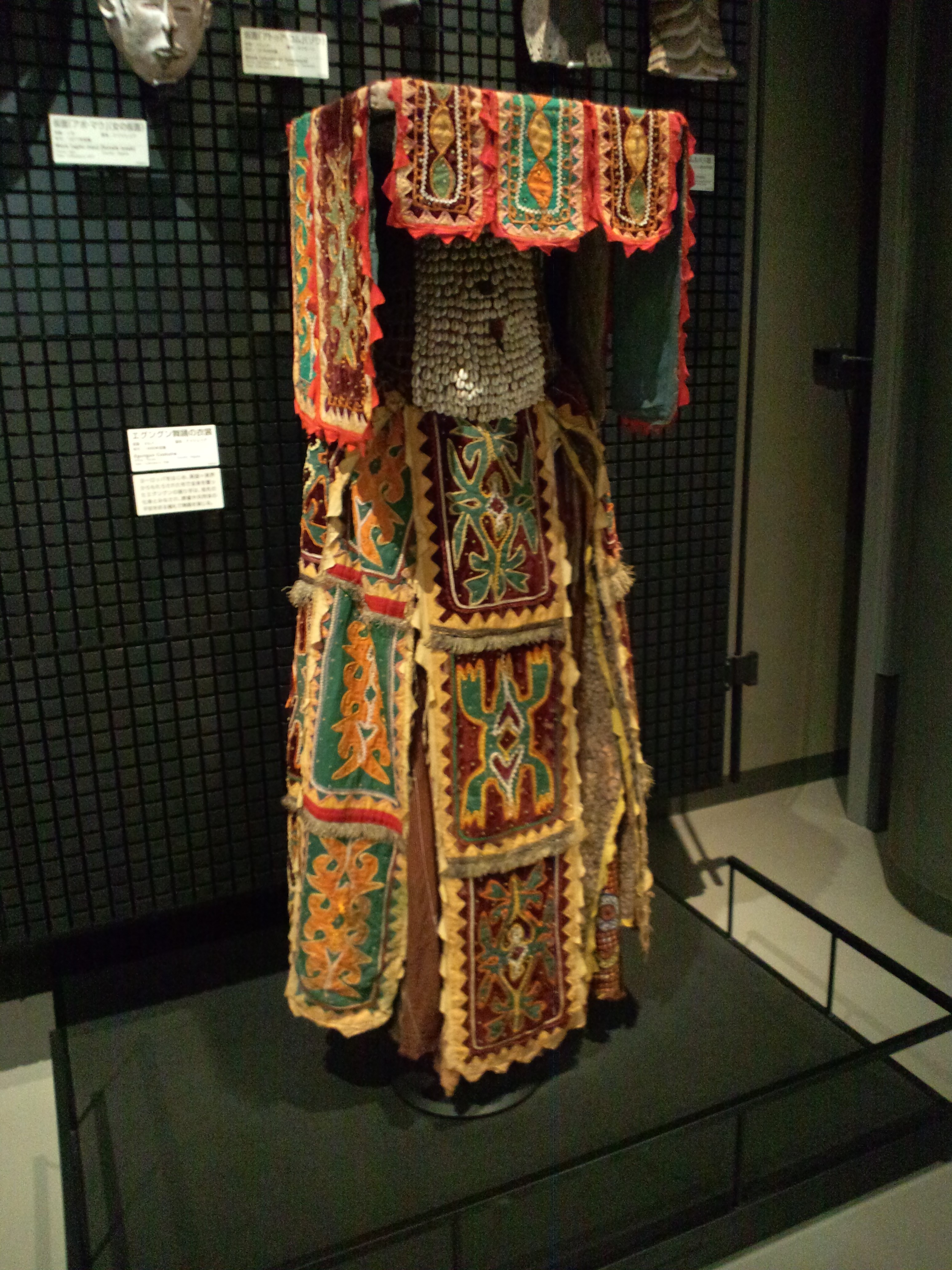
Roupa de egungum coletado em 1996 no Museu Nacional de Etnologia de Osaca, no Japão

O Culto aos Egunguns é o culto aos ancestrais masculinos, uma vez que o culto aos ancestrais femininos denomina-se Guelede na religião iorubá e outras religiões tradicionais africanas.

## África
Segundo a tradição, o culto dos egunguns é originário da região de Oió, na África. É um culto exclusivo de homens, sendo Alapini o cargo mais elevado dentro do culto, tendo, como auxiliares, os Ojés. Todo integrante do culto de egungum é chamado de mariuô. Xangô é o fundador do culto a egungum: somente ele tem o poder de controlá-los, como diz um trecho de um itã:
| “ | Em um dia muito importante, em que os homens estavam prestando culto aos ancestrais, com Xangô à frente, as Iami fizeram roupas iguais às de Egungum, vestiram-na e tentaram assustar os homens que participavam do culto. Todos correram mas Xangô não o fez, ficou e as enfrentou, desafiando os supostos espíritos. As iamis ficaram furiosas com Xangô e juraram vingança. Em um certo momento em que Xangô estava distraído atendendo a seus súditos, sua filha brincava alegremente, subiu em um pé de obi, e foi aí que as iamis atacaram e derrubaram Adubaini, a filha de Xangô que ele mais adorava. Xangô ficou desesperado, não conseguia mais governar seu reino, que, até então, era muito próspero. Foi até Orunmilà, que lhe disse que iami é que havia matado sua filha. Xangô quis saber o que poderia fazer para ver sua filha só mais uma vez, e Orunmilà lhe disse para fazer oferendas ao orixá Icu (Oniborum), o guardião da entrada do mundo dos mortos. Assim fez Xangô, seguindo à risca os preceitos de Orunmilà. Xangô conseguiu rever sua filha e pegou para si o controle absoluto dos egunguns (ancestrais), estando agora sob domínio dos homens este culto e as vestimentas dos egunguns, e se tornando terminantemente proibida a participação de mulheres neste culto. Por terem provocado a ira de Olorum, Xangô, Icu e dos próprios egunguns, este foi o preço que as mulheres tiveram que pagar pela maldade de suas ancestrais, as iamis. | ” |

## Brasil
É o culto aos ancestrais masculinos, originário de Oió, capital do império Nagô, que foi implantado no Brasil no início do século XIX.
O culto principal aos egunguns é praticado na ilha de Itaparica, no estado da Bahia, mas existem casas em outros estados.
Quanto ao aspecto físico, um terreiro de egungum ou egum apresenta, basicamente, as seguintes unidades:
- um espaço público, que pode ser frequentado por qualquer pessoa, e que se localiza numa parte do barracão de festas;
- uma outra parte desse salão, onde só podem ficar e transitar os iniciadores, e para onde os eguns vêm quando são chamados, para se mostrar publicamente;
- uma área aberta, situada entre o barracão e o Ilê Ibalé (ou Ilê Auô - a casa do segredo), onde também se encontra um montículo de terra preparado e consagrado, que é o assentamento de Onilé]];
- um espaço privado ao qual só têm acesso os iniciados da mais alta hierarquia, onde fica o Ilê Awô, com os assentamentos coletivos, e onde se guardam todos os instrumentos e paramentos rituais, como os Isan (pronuncia-se "ixan"), longas varas com as quais os Ojés invocam (batendo no chão) e controlam os egunguns.

### História
O culto a egum ou egungum veio da África junto com os Orixás trazidos pelos negros escravizados. Era um culto muito fechado, secreto mesmo, mais que o dos orixás, por cultuarem os mortos.
A primeira referência do culto de egum no Brasil, segundo Juana Elbein dos Santos, foram duas linhas escritas por Nina Rodrigues, referindo-se a 1896, mas existem evidências de terreiros de egum fundados por africanos no começo do século XIX.
Os terreiros de egum mais famosos foram:
- Terreiro de Vera Cruz: fundado por volta de 1820 por um africano chamado "Tio Serafim", em Vera Cruz, na Ilha de Itaparica. Ele trouxe, da África, o egum de seu pai, invocado até hoje como Egum Oculelê. Faleceu com mais de cem anos.
- Terreiro de Mocambo: fundado por volta de 1830 por um africano chamado "Marcos-o-Velho" para distingui-lo do seu filho, na plantação de Mocambo, Ilha de Itaparica. Teria comprado sua carta de alforria, anos mais tarde teria voltado à África junto com seu filho Marcos Teodoro Pimentel, conhecido como "Tio Marcos", lá permanecendo por muitos anos aperfeiçoando seus conhecimentos litúrgicos, onde também seu filho foi iniciado. Quando voltaram, trouxeram, com eles, o assento do Babá Olucotum, considerado o Olori Egum, o ancestral primordial da nação nagô.
- Terreiro de Encarnação: fundado por volta de 1840 por um filho do Tio Serafim, chamado "João-Dois-Metros" por causa de sua altura, no povoado de Encarnação. Foi nesse terreiro que se invocou, pela primeira vez no Brasil, o egum Babá Aboulá, um dos patriarcas do povo Nagô.
- Terreiro de Tuntum: fundado por volta de 1850 pelo filho de Marcos-o-Velho, chamado Tio Marcos, num velho povoado de africanos denominado Tuntum, na Ilha de Itaparica. Marcos possuiu o título de Alapini, Ipecum Ojé, Sacerdote Supremo do Culto aos Egunguns. Na tradição histórica Nagô, o Alapini representa os terreiros de egum no afim, o palácio real.

Tio Marcos, Alapini, faleceu por volta de 1935, e, com sua morte, desapareceu o terreiro do Tuntum, porém a tradição do culto a Baba Olocotum continuou através de seu sobrinho Arsênio Ferreira dos Santos, que possuía o título de Alabá. Este migrou para o Rio de Janeiro levando o assento de Babá Olocotum para o município de São Gonçalo. Depois do falecimento de Arsênio, os assentos dos Baba retornaram para Bahia, através do atual Alapini, Deoscoredes M. dos Santos, conhecido como "Mestre Didi Axipá", presidente da Sociedade Cultural e Religiosa Ilê Axipá. Mestre Didi foi iniciado na tradição do culto aos egunguns por Marcos e Arsênio.
- Terreiro do Corta-Braço: na Estrada das Boiadas, ponto de reunião de praticantes da capoeira, atualmente bairro da Liberdade, cujo chefe era um africano conhecido como Tio Opê. Um dos Ojé, sacerdotes do culto aos egunguns, conhecido como "João Boa Fama", iniciou alguns jovens na Ilha de Itaparica, que se juntariam com os descendentes de Tio Serafim e Tio Marcos para fundarem o Ilê Aboulá, no bairro Vermelho, próximo à Ponta de Areia.

Outros terreiros de egunguns foram registrados no final do século XIX: um, localizado em Quitandinha do Capim, que cultuava os eguns Olu-Apelê e Olojá Orum; o de Tio Agostinho, em Matatu, que se tornou ponto de concentração de vários Ojés de outras casas, inclusive o alapini Tio Marcos; o Terreiro da Preguiça, ao lado da Igreja da Conceição da Praia.
- Ilê Aboulá[4]: localizado em Ponta de Areia, na Ilha de Itaparica, o Ilê Aboulá é, hoje, no Brasil, um dos poucos lugares dedicados exclusivamente ao culto dos eguns. Sua fundação remonta ao primeiro quarto do século XX por Eduardo Daniel de Paula, Tio Opê, Tio Serafim e Tio Marcos, mas a comunidade que lhe deu origem e que lhe mantém os fundamentos está estabelecida na ilha desde o século XIX.[5][6]
- Ilê Olocotum, na Ilha de Itaparica
- Ilê Axipá - Sociedade Cultural e Religiosa Ilê Axipá.

### Hierarquia
Nas casas de egunguns, a hierarquia é patriarcal, só homens podem ser iniciados no cargo de Ojé ou Babá Ojé, como são chamados. Essa hierarquia é muito rígida: apesar de existirem cargos femininos para outras funções, uma mulher jamais será iniciada para esse cargo.
Masculinos: Alapini (Sacerdote Supremo, Chefe dos alabás), Alabá (Chefe de um terreiro), Atocum (guia de Egum), Ojê abá (ojê ancião), Ojê (iniciado com ritos completos), Amuixã (iniciado com ritos incompletos), Alabê (tocador de atabaque).
Alguns oiê dos ojê abá: Baxorum, Ojê ladê, Exorum, Faboum, Ojé labi, Alarã, Ojenirá, Aquerê, Ogogô, Olopondá.
Femininos: Ialodê (responde pelo grupo feminino perante os homens), Iá ebé (cabeça de todas as mulheres), Iá mondê (comanda as ató e fala com os Babá), Iá Erelu (cabeça das cantadoras), erelu (cantadora), Iá agã (recruta e ensina as ató), ató (adoradora de egum).

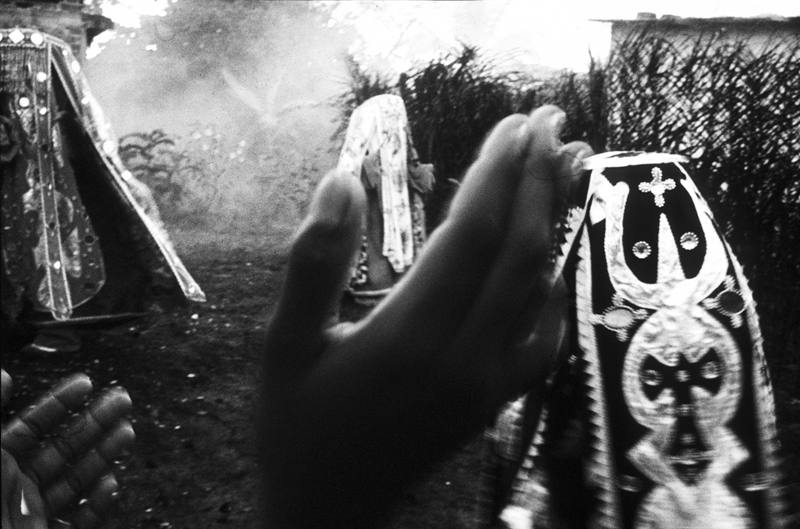
Dança dos Egunguns, Ilha de Itaparica-BA, 2011. Foto Guy Veloso

### Ritual
Tanto a tradição Nagô como a Jeje e a Congo-Angola cultuam os ancestrais.
Para os Nagôs, existem, no Brasil três formas de cultuar os ancestrais: os exás, os Egunguns e as Iami Abá.
Os terreiros de candomblé possuem um local apropriado de adoração do espírito de seus mortos ilustres, esse local é denominado de Ilê Ibô Acú, casa de adoração aos mortos, enfim todos iniciados no culto aos Orixás.
Os exás são considerados os ancestrais coletivos dos afro-brasileiros. Seu culto se refere à comunidade em geral. O que destaca o exá é o fato de ele ter-se destacado em vida por servir a comunidade e de continuar atuando em outro plano, contribuindo para o bom desenvolvimento do destino dos fiéis e da casa. O Ilê Ibô Acú, onde são assentados e cultuados os exás, é afastado do templo onde são cultuados os orixás.
Os sacerdotes que são iniciados especialmente para cuidar do Ilê Ibô Acú não são adoxu, isso é, não manifestam orixá. Os ancestrais cultuados no Ilê Ibô Acú são diferentes dos cultuados no culto aos egunguns: no primeiro, são os espíritos dos falecidos da casa de candomblé; no segundo, são os Ará-Orum em geral e os espíritos dos ojés africanos ou brasileiros.
Os exás são invocados e cultuados em diversas situações, especialmente no padê e no axexê, quando é constituído o assentamento de um adoxu ou dignitário ilustre falecido. O assento de exá se caracteriza pela representação da existência genérica, e o do egungum pela representação do espírito individualizado. O egungum se caracteriza pela aparição no Aiê. Os exás e os eguns são invocados no padê.

### Calendário litúrgico
Calendário Litúrgico do Ilê Aboulá (obtido do Projeto Egungum):
As festas e obrigações obedecem, no Ilê Aboulá, a um bem elaborado calendário litúrgico. Durante essas festas, podem ocorrer rituais não periódicos e não obrigatoriamente integrados no calendário, como iniciação de novos Amuixã ou de novos Ojé, ou mesmo obrigações e oferendas de outros titulados da comunidade. Mas o calendário, mesmo, obedece o seguinte:
Janeiro - Em janeiro, por ocasião do Ano-Novo, as obrigações transcorrem até o dia nove. Esses rituais começam com uma obrigação para Onilê, seguida de outra para Babá Olucotum. Junto com esta, são celebradas as cerimônias anuais em homenagem a Babá Alapalá e Babá Olobojô.
Fevereiro - em fevereiro, começando no dia 2 e se estendendo por duas semanas, ocorre uma festa muito especial, principalmente porque a comunidade de Itaparica vive do mar e para o mar. É a festa de Iemanjá e Oxum, deusas das águas, e de Oxalá, o deus da criação.
Junho - em junho, na época do São João, realizam-se as festas de Babá Erin, que é o egum de Eduardo Daniel de Paula, fundador da casa. As festas se realizam por ocasião do ciclo de Xangô, que era o orixá de Eduardo. E atingem grande brilhantismo porque, entre a comunidade do Ilê Aboulá, que é descendente do povo de Oió, a veneração a Xangô é muito forte.
Setembro - De 7 a 17 de setembro, ocorrem as festas de Babá Aboulá. Por essa época é que é feita a colheita dos primeiros frutos na Ilha de Itaparica, sob a proteção de Babá. E isto é muito importante pelo fato de, até há bem pouco tempo, a Ilha de Itaparica ter sido o grande fornecedor de frutas para a cidade de Salvador.